# Момунов, Асылбек Манапович
Асылбек Манапович Момунов (8 марта 1966 — 29 марта 1996, Алматинская область) — советский и киргизский футболист, полузащитник.

## Биография
В первенстве СССР в 1983—1991 годах выступал во второй лиге за киргизские команды «Алай» Ош и «Алга» Фрунзе. В 1992 и 1993 стал чемпионом Кыргызстана в составе «Алги»/«Алги-РИИФ». Во второй половине 1992 играл за болгарский клуб «Хасково». 1994 год провёл в узбекском «Пахтакоре», в 1995 перешёл в казахский «Кайнар» Талдыкорган.
В сборной Кыргызстана в 1992—1994 годах провёл 9 матчей, забил 1 мяч.
Погиб в автомобильной аварии, случившейся вечером 29 марта 1996 года на 32 километре трассы Алма-Ата — Талдыкорган. «Мерседес», в котором ехали пятеро футболистов «Кайнара», в том числе четыре киргизских легионера, отправлявшихся в Бишкек, на большой скорости сошёл с дороги и ударился о деревья. Вместе с Момуновым погибли Канатбек Ишенбаев и Тагир Фасахов.

## Достижения
- Чемпион Кыргызстана (2): 1992, 1993
- Обладатель Кубка Кыргызстана (2): 1992, 1993
- Лучший футболист Кыргызстана 1993 года.